# Rourea neglecta
Rourea neglecta là một loài thực vật có hoa trong họ Connaraceae. Loài này được Gustav August Ludwig David Schellenberg miêu tả khoa học đầu tiên năm 1938, trên cơ sở thứ Rourea glabra var. coriacea được John Gilbert Baker mô tả năm 1871.

## Phân bố
Loài này có tại miền bắc Brasil, Guiana thuộc Pháp và Venezuela.

## Thứ
- Rourea neglecta var. brevipes Forero, 1976: Có ở đông nam Colombia.[5]